# Radicales K
Radicales K (em português:  Radicais K) é a denominação dada na Argentina a uma série de agrupamentos e simpatizantes do espetro da União Cívica Radical e outras formações da centro-esquerda que promoveram uma aliança política com o peronismo kirchnerista. Os integrantes defendiam as políticas aplicadas durante os governos de Néstor Kirchner e Cristina Fernández de Kirchner entre 2003 e 2015. A aliança foi impulsionada pela Concertación Plural, um acordo promovido pelo kirchnerismo para que o peronismo obtivesse apoio de um amplo espetro de forças políticas.